# Młociny (stacja metra)

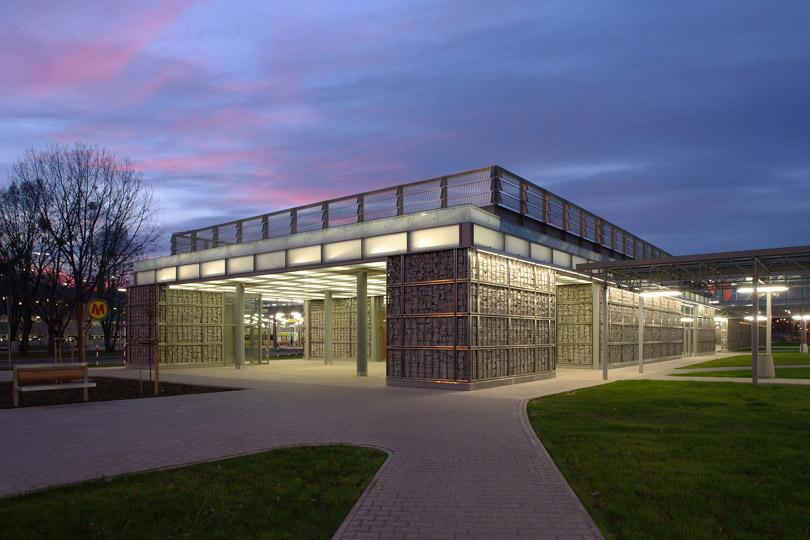
Pawilon stacji metra Młociny

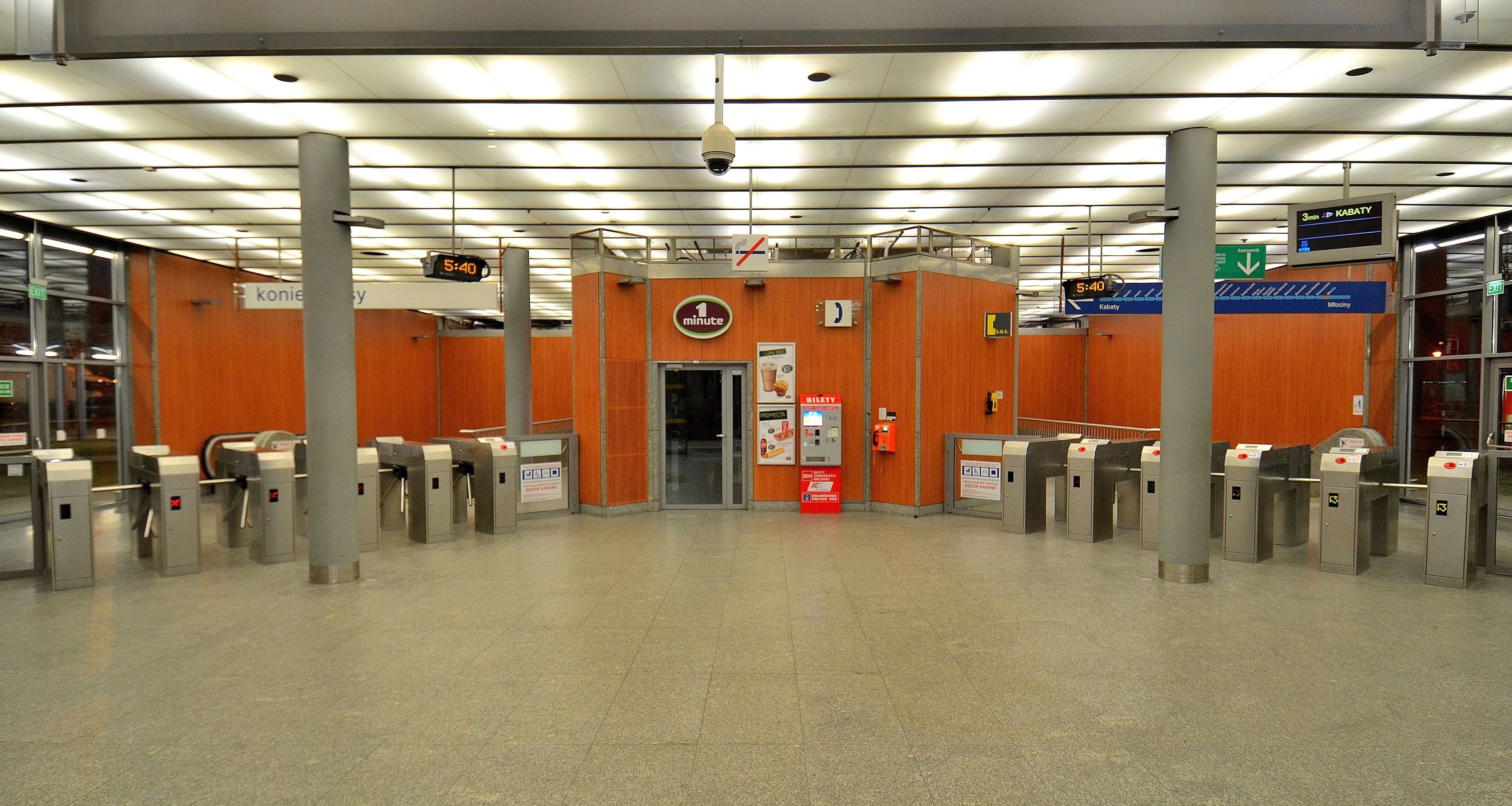
Północne wejście na perony

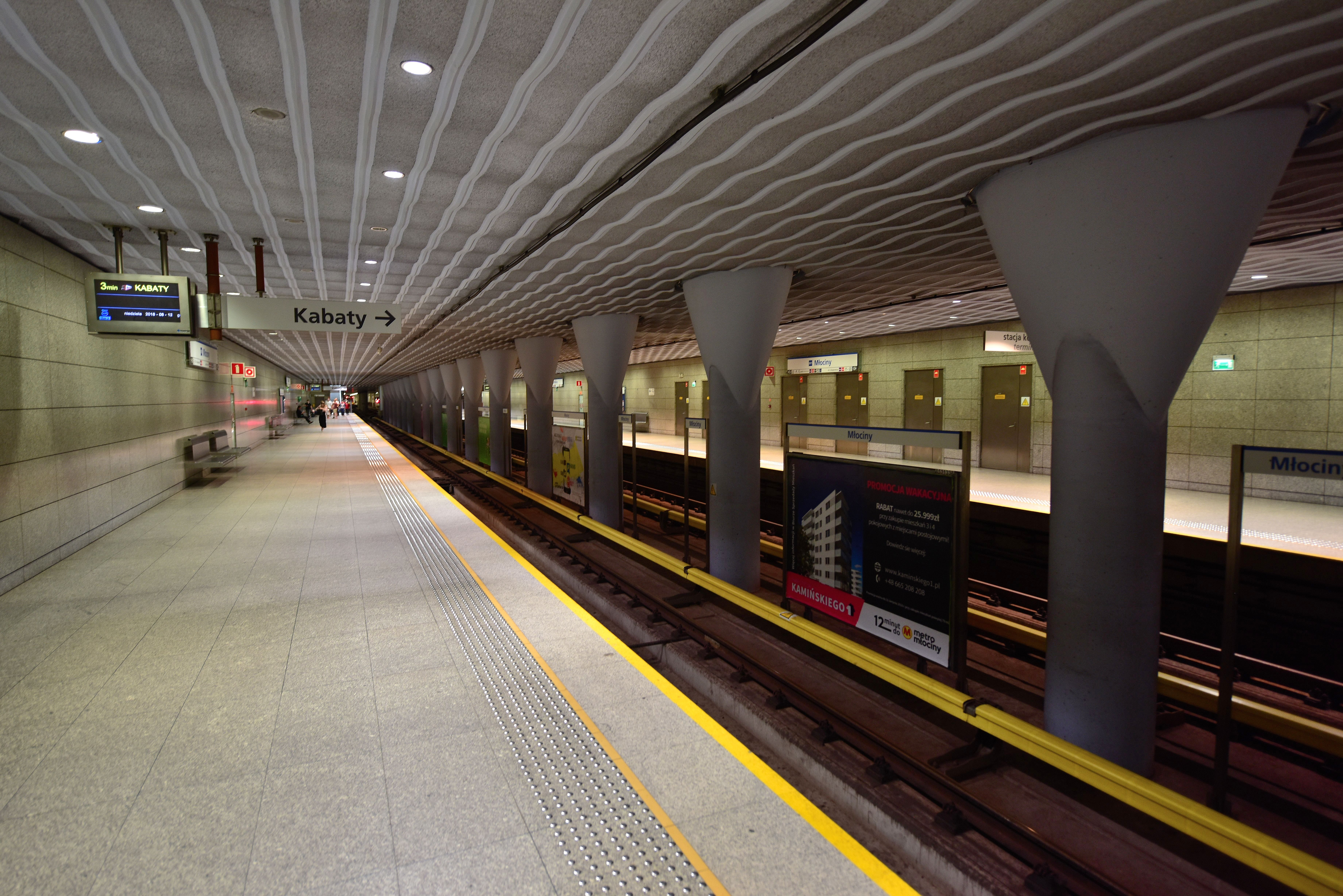
Zachodni peron stacji

Młociny – ostatnia stacja linii M1 metra w Warszawie zlokalizowana na Bielanach, niedaleko Huty Warszawa, w okolicach ulic Kasprowicza, Nocznickiego i Zgrupowania AK „Kampinos”.

## Opis stacji
Stacja składa się z jednej kondygnacji podziemnej oraz dwóch pawilonów naziemnych służących jako wejścia. Perony, szerokości 4,5 m każdy oraz długości 120 m, są rozmieszczone po bokach stacji, a tory metra pośrodku. Cała stacja jest położona wzdłuż ulicy Kasprowicza, na przecięciu z ulicą Nocznickiego, niedaleko huty. Na końcach peronu „koniec trasy” są umieszczone schody ruchome oraz stałe. Na peronie w kierunku Kabat są umieszczone tylko schody stałe. Północna część stacji jest zakończona torami odstawczymi. Stacja i układ torów został wybudowany w taki sposób, aby w przyszłości była możliwość wydłużenia linii metra, jeżeli będzie taka potrzeba. Możliwe będzie wydłużenie metra w jednym z kierunków:
- na północ, do Łomianek.
- na zachód, w kierunku osiedla Chomiczówka.
- na wschód, przecinając Wisłę pod Mostem Skłodowskiej-Curie (Północnym).

Bielański odcinek metra Słodowiec - Młociny był budowany metodą odkrywkową.

## Dane techniczne
- Długość stacji – 142 m
- Powierzchnia – 3 550 m²

## Tory odstawcze
Komora torów odstawczych ma 295 m długości i 6 700 m² powierzchni. Tory te umożliwiają pociągom zawracanie w kierunku stacji Kabaty. W komorze tej znajduje się też tor do mycia i usuwania drobnych usterek pociągów. Znajdują się tam też tory do postoju pociągów na noc tak, aby rano mogły szybko wyruszyć na trasę w kierunku Kabat.

## Budowa stacji
- Data rozstrzygnięcia przetargu na generalnego wykonawcę – 23 grudnia 2005 r. Wybrana firma – konsorcjum PeBeKa S.A./PRG Metro S.A. Stacja metra wraz z torami odstawczymi (bez węzła komunikacyjnego) została zaprojektowana przez pracownię architektoniczną AMC – Andrzej M. Chołdzyński Sp. z o.o. oraz Biuro Projektów Metroprojekt Sp. z o.o.
- Data zawarcia umowy z generalnym wykonawcą – 14 czerwca 2006 r.
- Data zakończenia budowy – sierpień 2008 r.
- Data oddania do ruchu pasażerskiego – 25 października 2008 r.
- Budowa stacji i węzła komunikacyjnego trwała ok. 23 miesięcy.
- Koszt budowy stacji oraz węzła komunikacyjnego – 296 947 986 zł.

Rozpoczęcie zaawansowanych robót ziemnych na stacji Młociny zostało opóźnione o ok. 2 miesiące z powodu sporu między właścicielem kolektury Lotto (stojącej na terenie budowy) i władzami miasta.
Data zakończenia budowy stacji Młociny był jednocześnie datą ukończenia całej linii M1 warszawskiego metra. Cała linia jest dostępna dla pasażerów od 25 października 2008.

## Węzeł Młociny
Nad stacją powstał również węzeł komunikacyjny dla autobusów, tramwajów i metra, a także parkingi Parkuj i Jedź dla samochodów i rowerów. Jest to największy węzeł przesiadkowy w Warszawie. Na terenie węzła, oprócz stacji metra, znajdują się:
- pętla tramwajowa „Metro Młociny”
- pętla autobusów miejskich
- pętla autobusów podmiejskich i regionalnych (PKS i linie prywatne)
- parking dla samochodów Parkuj i Jedź. Na parkingu jest miejsce dla ok. 900 samochodów (za budowę tego obiektu odpowiadał Warszawski ZTM).

Węzeł ma zachęcić mieszkańców innych dzielnic Warszawy (Bielan, Bemowa i Białołęki) do przesiadania się z samochodu i kontynuowania podróży środkami komunikacji miejskiej. Znajdują się tam również punkty handlowo-usługowe.
Zabudowa wokół metra ma trzy poziomy:
- poziom 0 – pętle tramwajowe i autobusowe, pasaż handlowy oraz wejścia do metra.
- poziom 1 – parking Parkuj i Jedź.
- poziom 2 – parking Parkuj i Jedź.

Powierzchnia węzła wynosi ok. 401 000 m².